# Cova del Manel
La cova del Manel (cueva del Manel), también llamada Cova nova o Cova roja de la canal de Can Pobla, es la cueva de mayor recorrido del parque natural de Sant Llorenç del Munt i l'Obac. Se encuentra ubicada en la montaña de La Mola, en el municipio de Matadepera, Barcelona (España). Tiene un recorrido de 788 metros, con un desnivel de 64 metros (+52, -12).
Cavidad muy conocida y frecuentada por excursionistas y aficionados a la espeleología, dado su fácil acceso y su recorrido relativamente fácil.

## Historia

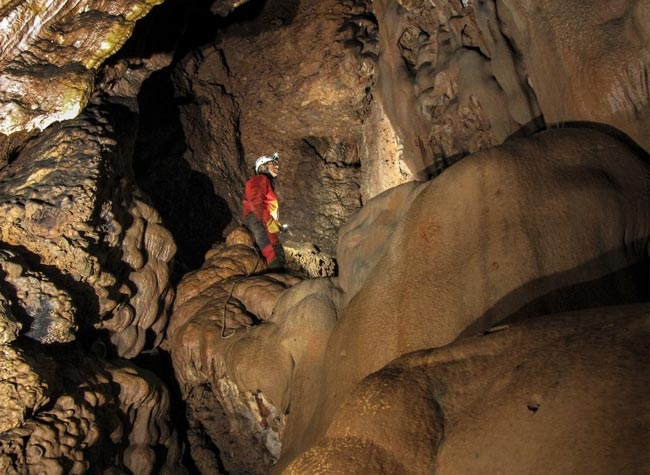
Interior de la cueva

La cueva fue descubierta en 1899 por los descendientes del Sr. Antoni Quadras i Feliu, conde de Sant Llorenç del Munt, propietarios del terreno. En aquel tiempo solo se podían recorrer 43 metros, hasta la llamada "Gatera del tubo". En 1911 diversos miembros del Centro Excursionista de Terrassa (C.E.T) tras realizar tareas de limpieza y desobstrucción llegaron al sitio conocido como "Clot dels ossos", con un recorrido total de 168 metros.
En 1948 el Grupo de Exploración Subterránea del Club Montañero Barcelonés (G.E.S.-C.M.B.) descubre tras prolongadas exploraciones las chimeneas que conducen al piso superior, y posteriormente (1951) una extensa zona laberíntica, con una serie de galerías en paralelo. El Centro Excursionista Pirenaico (C.E.P) consigue superar en 1952 la zona laberíntica y descubre la sala que posteriormente llevaría su nombre. Cuando el G.E.S.-C.M.B. conoce el nuevo descubrimiento vuelve a la cueva para proseguir la exploración y descubre una nueva e importante galería ("Galería G.E.S. del C.M.B." ) y que en aquella época finalizaba en un sifón ("Pas de les riades").
Tras las trágicas riadas que afectaron al Vallés en 1962 se desobstruyeron algunos pasos hasta entonces impracticables. Es entonces cuando miembros del Equipo De Exploraciones Subterráneas del Centro Excursionista de la Comarca de Bages (E.D.E.S.-C.E.C.B.)  consigue superar el "Pas de les riades". En semanas posteriores, cuando el nivel del agua baja, continúan avanzando hasta llegar al sitio conocido como "La plancha". 
En 1967 tras diversas exploraciones, el G.E.T.I.M de Sabadell descubre una nueva e importante galería y que bautizarían con el nombre del grupo.

## Descripción

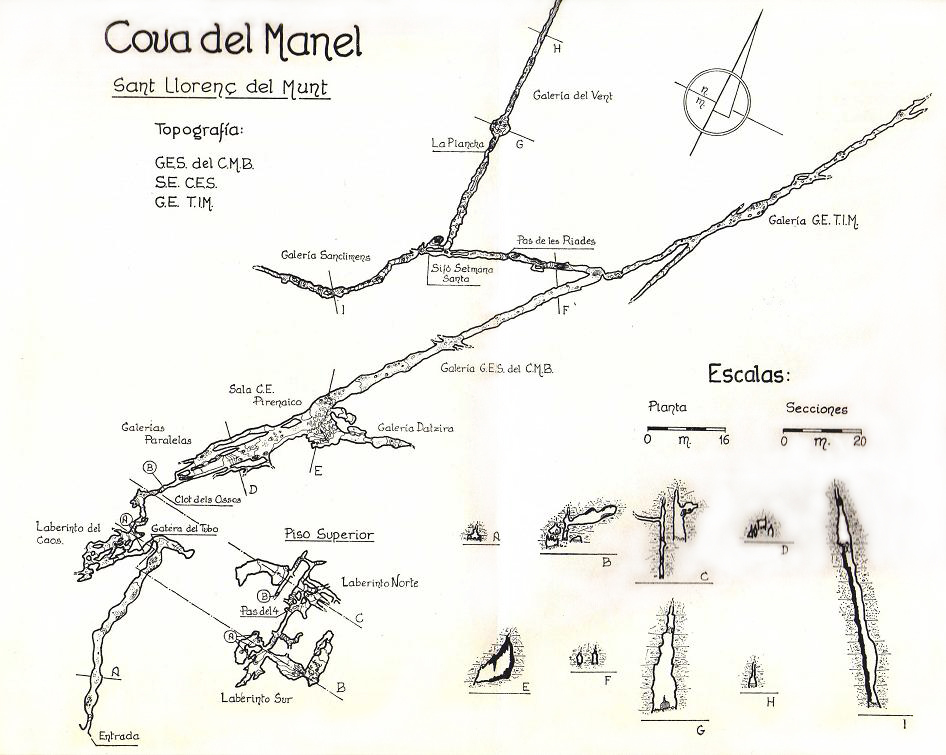
Plano topográfico

La entrada de la cueva tiene 5 metros de altura, siendo bastante estrecha, dando paso a la galería de entrada, de 40 metros de longitud. Superado un paso estrecho, la "Gatera del tubo", encontramos una chimenea de 6 metros, que es la primera comunicación con el piso superior.
Un paso estrecho nos lleva a una bifurcación, a la izquierda nos encontramos un complicado laberinto ("Laberinto del caos") y a la derecha continuamos por una galería estrecha, que comunica por dos puntos con el piso superior. Posteriormente llegamos a un resalte de 1.5 metros, llamado "Clot dels ossos", superado este nos encontramos con un nuevo paso al piso superior.
Después de encontrarnos una serie de galerías en paralelo, llegamos a la sala más grande de la cueva, la "Sala C.E. Pirenaico" o " Sala de las banderas", si la remontamos llegamos a la "Galería Datzira". De la sala parte una nueva galería, más grande que las anteriores, la llamada "Galería G.E.S. del C.M.B.", también conocida como "Las ramblas", de 60 metros de recorrido.
Al final de la galería hay un fuerte giro a la izquierda, pero justo delante hay un muy estrecho paso, que es la "Galería C.E.T.I.M", que se puede recorrer durante un rato hasta hacerse impenetrable. Si continuamos por la izquierda nos encontraremos con una galería con mucho barro, y a veces parcialmente inundada, llegando a un paso bajo, llamado "Pas de les riades", poco después hay una bifurcación, a la derecha la "Galería del vent" y a la izquierda la "Galería Sanclimens". A esta última se llega pasando el "Sifó Setmana Santa", paso bastante estrecho, pero que en realidad no sifona. Más adelante nos encontramos con dos altas chimeneas paralelas de unos 70 grados de inclinación, por las que se puede subir hasta alcanzar el punto más alto de la cueva, +52 metros.
Si continuamos por la "Galería del vent", llamada así por la corriente de aire existente, nos encontraremos al principio una pequeña sala llamada "Cavall Bernat", con una chimenea que remonta 24 metros, llamada "Confluencia Cavall Bernat". Prosiguiendo por la galería, al cabo de 40 metros llegamos a un paso estrecho, "Pas de la plancha", que fácilmente sifona, y que nos conduce a la "Sala del llac", pequeña sala de 8 por 4 metros. La galería continúa con mucho barro y agua, hasta hacerse impracticable.

## Acceso
Llegados a Matadepera hay que dirigirse a la masía de Can Robert, y  aquí continuar por la pista forestal (pista apta para coches) hasta la masía de Can Pobla. Llegados aquí, cogemos el sendero que sale de enfrente de la masía y que va en dirección a La Mola subiendo por la llamada "canal de Can Pobla", en diez minutos estaremos en la cueva.